# 熊野神社 (大崎市古川前田町)
熊野神社（くまのじんじゃ）は、宮城県大崎市古川前田町にある神社。社格は村社。

## 歴史
安土桃山時代、豊臣秀吉の朝鮮討伐には伊達政宗も出陣を命ぜられた。政宗は紀伊国熊野に戦勝を祈り、帰国の後、家臣の本間土佐に命じてこの神を創祀し、鳥堂と称した。1872年（明治5年）11月村社に列す。。

## 祭神
- 家津御子神、伊弉諾命、伊弉冉命

## 朝市
- 1604年（慶長9年）に古川城主の鈴木和泉守元信が､経済安定のために開いたと伝えられる朝市が4月から6月までの3と7の付く日に当社境内で開催される｡八百屋市と書いて「やおやまち」と呼ぶ｡近郊の農家の人たちが持ち寄った旬の野菜や農産加工品、花卉、竹細工、海産物まで多種多様な品物が所が販売される[2]。

## 現地情報
所在地
- 宮城県大崎市古川前田町3-25

交通アクセス
- 最寄駅：東北新幹線、陸羽東線古川駅より徒歩13分
- 東北自動車道古川インターチェンジより車10分